# Монастырь Хёгльвёрт
Монастырь Хёгльвёрт (нем. Kloster Höglwörth) — бывший мужской августинский монастырь, располагавшийся на территории одноимённого района баварской коммуны Ангер (Верхняя Бавария) и относившийся к архиепархии Фрайзинга; обитель каноников была основана в 1125 году архиепископом Зальцбургским Конрадом I.

## История и описание
Августинский монастырь Хёгльвёрт, посвященный апостолам Петру и Павлу, был основан в 1125 году архиепископом Зальцбурга Конрадом I; полное название обители: «conventus in Hegelberd sanctorum Petri et Pauli apostolorum ordinis sancti Augustini Saltzeburgensis diocesis». Вольфганг Грисштеттер, занимавший пост настоятеля с 1522 по 1541 год, сумел не только удержать восставших крестьян Зальцбурга вдали от Хёгльвёрта в годы Крестьянской войны в Германии, но и улучшил экономическое положение обители — исследователи приписывали ему значительную роль в развитии добычи железа между Рашенбергом и Нойкирхеном.
Однако в дальнейшем монастырь не миновали как внешние сложности, так и внутреннее духовное разложение, свойственная католическим обителям периода Реформации. Так в 1568 году в монастыре остался только один каноник, а монастырские здания либо были разрушены, либо находились в плачевном состоянии. В дальнейшем пробст Марквард фон Швенди, правивший в 1609—1634 годах, уделял мало внимания состоянию Хёгльвёрта — перемещаясь между Зальцбургом, Аугсбургом и Пассау, он редко появлялся в обители. В 1614 году Швенди издал указ о роспуске монашеской общины и передал два её прихода деревенским священникам. В результате, для управления монастырем был назначен светский инспектор.
После смерти Швенди началось медленное восстановление монастыря: новый настоятель Вольфганг Цехентнер, управлявший обителью в 1609—1634 годах, начал перестройку монастыря в стиле барокко, что было типично для Баварии того времени. Существовавшие на тот момент здания — небольшая церковь с двумя готическими башнями-колокольнями и основной корпус с пятью кельями — были «совсем не представительными». Цехентнер даже планировал перенести обитель на новое — менее уединённое — место, но на столь амбициозные планы ему не хватило финансовых ресурсов; поэтому он ограничился строительством новых зданий на старом месте. Преемником Цехентнер стал монах-писатель Йохан Адам Вебер. Отношения между Хёгльвёртом и Зальцбургской архиепархией вступили в новую фазу с назначением настоятелем Патриция Пихлера, который стал первым из ряда пробстов, подтвержденных на своём посту только архиепископом Зальцбургским. При проректоре Пихлера началось строительства новой монастырской церкви, освящение которой состоялось в 1690 году — от романского храма сохранился хор.
Однако Хёгльвёрт стал единственной обителью в Баварии, избежавшей секуляризации 1802—1803 годов — в 1805 году монастырь был передан императору Австрии и, хотя в 1806 прием новых монахов был запрещен, сама обитель сохранилась. В 1810 году временное французское правительство Зальцбурга назначило в Хёгльвёрт своего администратора. Последний настоятель — Гилберт Граб, занявший свой пост в 1804 году — сам подал заявку на роспуск монастыря в 1813; монастырь был расформирован уже после окончания Наполеоновских войн — 30 июля 1817 года. После последней секуляризация в Королевстве Бавария, здания бывшего монастыря перешли в частную собственность.